# Artur Lamch
Artur Lamch (ur. 19 września 1969 w Piotrkowie Trybunalskim) – polski piłkarz. W swojej karierze grał w zespołach Pilica Nowe Miasto, GKS Bełchatów, RKS Radomsko, Świt Nowy Dwór Mazowiecki, Concordia Piotrków Trybunalski, Błysk Aleksandrów oraz LKS Mierzyn. W latach (2011-2013) był grającym trenerem drużyny Świt Kamieńsk występującego w klasie okręgowej, w grupie piotrkowskiej. Od października 2014 był trenerem Startu Niechcice, a od lipca 2016 Włókniarza Moszczenica.